# لجنة المتابعة العليا للجماهير العربية في إسرائيل

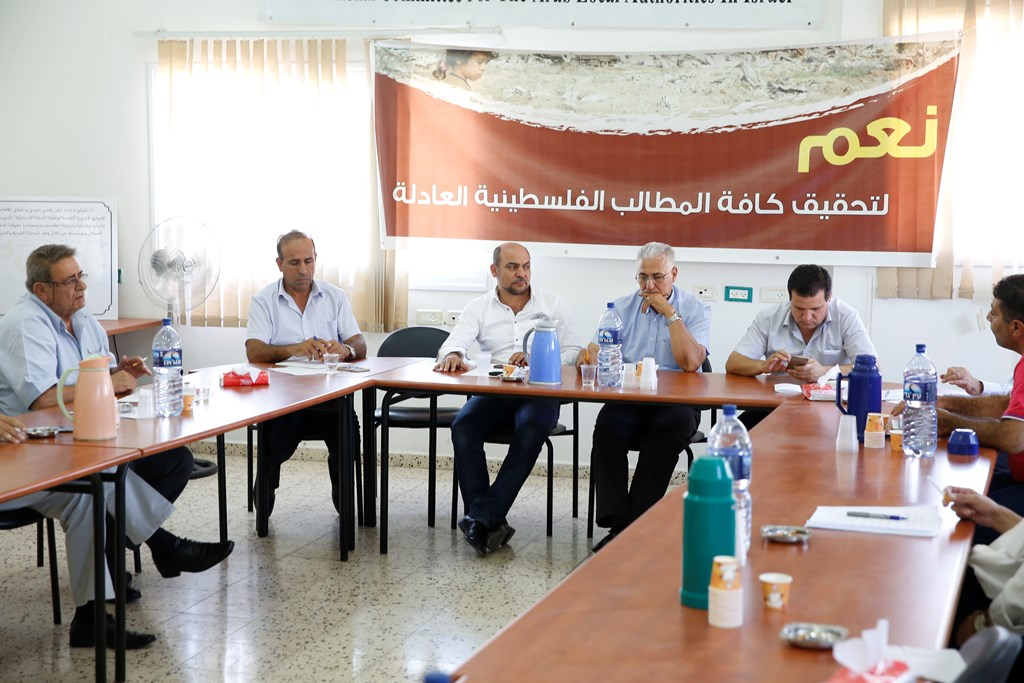

لجنة المتابعة العليا للجماهير العربية في إسرائيل  هي كيان سياسي لا حزبي أقيم عام 1982 بهدف شمل وتركيز العمل السياسي للعرب الفلسطينيين في إسرائيل والتنسيق بين مؤسساته. يشارك في لجنة المتابعة رؤساء السطات المحلية العرب وأعضاء الكنيست العرب من الأحزاب التي تمثل القضايا العربية وممثلين عن أحزاب سياسية وتنظيمات عربية غير برلمانية.
لجنة المتابعة هي تطوير وتوسيع الإطار التمثيلي للعرب في إسرائيل. بعد إقامة لجنة رؤساء السلطات المحلية العربية عام 1974 بدأت مداولات ونقاشات للاتفاق على هيئة سياسية تشمل ممثلي الأقلية الفلسطينية في إسرائيل.
لم تحصل لجنة المتابعة على اعتراف رسمي من دولة إسرائيل، رغم التعامل معها بشكل غير رسمي كجسم له أهميته. ومع ذلك تمت اجتماعات بين رئيس حكومة إسرائيلي ولجنة المتابعة أحدها كان بعد مجزرة الحرم الإبراهيمي في الخليل والثانية خلال انتفاضة أكتوبر 2000.

## تعريف لجنة المتابعة
«لجنة المتابعة العليا لشؤون الجماهير العربية في إسرائيل هي الهيئة التمثيلية – القيادية – الوحدوية الأعلى للجماهير العربية الفلسطينية مواطني دولة إسرائيل، ممن بقوا وصمدوا في وطنهم ما بعد النكبة الفلسطينية وإقامة دولة إسرائيل عام 1948، وهي من حيث شمولية تركيبتها وتنظيمها إنما تمثل المواقف والاهداف والمصالح الجماعية لهذه الجماهير في مختلف جوانب الحياة وعلى جميع المستويات، كما تعتبر الجسم القيادي الذي ينظم ويفعل ويوحد ويقود النضال الجماعي الوحدوي للأقلية القومية الفلسطينية من اجل البقاء والتطور على أرض وطنها، ومن اجل حقوقها القومية والمدنية في البلاد، ونحو تحقيق المساواة والعدل الاجتماعي والسلام العادل والشامل والتعايش السلمي على أساس الاحترام المتبادل.... وتستمد لجنة المتابعة العليا شرعية وجودها وتمثيلها الشعبي من كونها تضم جميع قيادات الاحزاب والحركات السياسية والشعبية الفاعلة قطريا والتي تمثل قضايا الجماهير العربية في إسرائيل بمن فيهم النواب أعضاء الكنيست العرب، إضافة إلى رؤساء السلطات المحلية العربية والهيئات التمثيلية الوحدوية القطرية المنتخبة...»

## الأهداف والمبادئ
تحدد اللجنة أهدافها ولائحة مبادئها انطلاقا من الوجود العربي في إسرائيل منذ حرب 1948، في الجليل والمثلث والنقب والمدن الساحلية المختلطة، كجزء من الشعب العربي الفلسطيني تاريخيا وقوميا وثقافيا، وكمواطنيي دولة إسرائيل مدنيا، وكأقلية قومية في وطنها على النحو التالي:
- الدفاع عن الحق الجماعي والفردي للمواطنين العرب
- تحقيق السلام العادل والشامل والحقيقي في المنطقة
- العمل من اجل إلغاء كافة اشكال وأسس وقوانين التمييز العنصري
- العمل على وقف وإلغاء مصادرة الأراضي العربية وسياسة هدم البيوت
- تحرير الأوقاف والمقدسات الإسلامية من سيطرة سلطات الدولة
- العمل على ايجاد الحل العادل لقضية المهجرين في وطنهم
- رفع مستوى تنظيم الجماهير العربية في إسرائيل
- التعاون مع القوى والحركات الديمقراطية التقدمية والسلامية اليهودية
- العمل لإلغاء التجنيد العسكري الإجباري